# Branchinella acacioidea
Branchinella acacioidea är en kräftdjursart som beskrevs av Denton Belk och Sissom 1992. Branchinella acacioidea ingår i släktet Branchinella och familjen Thamnocephalidae. Inga underarter finns listade.